# Mari Paz Vega
Mari Paz Vega Jimenez (ur. 7 listopada 1974 w Maladze) – hiszpańska torreadorka, jedyna kobieta, która dostąpiła nagrody w postaci obcięcia uszu pokonanemu bykowi i  pierwsza, która przez 20 lat pracowała jako torreadorka.

## Początki
W 1988, w wieku 14 lat, Vega zabiła swojego pierwszego byka. W kolejnym roku przeprowadziła się do Saragossy, gdzie Julio Navarro pozwolił jej nałożyć strój torreadora (traje de luces) i wystawił do korridy w mieście Cariñena. 15 sierpnia 1991 wzięła udział w corridzie, zmierzyła się z 20 innymi początkującymi torreadorami.
Jej pierwszy występ dla początkujących bez pikadorów miał miejsce w roku 1988, gdy miała 14 lat. W 1991 brała udział w dwóch korridach dla początkujących. W 1992 wzięła udział w 6 takich samych wydarzeniach, a w 1993 w 28 corridach dla początkujących bez koni i w 2 z pikadorami. 31 sierpnia 1992 zaprezentowała się w Fuengirola razem z Cristiną Sanchez y Yolanda Carvajal, która także debiutowała w korridzie z pikadorami. Obcięła ucho bykowi pokonanemu przez Javiera Buendia. Przez następne 4 lata Mari Paz Vega występowała jako początkująca na korridzie z pikadorami.  
Na rzecz torreadorstwa porzuciła studia administracyjne. Potwierdziła swoje umiejętności na słynnej arenie corridy Las Ventas w Madrycie.

## Nagrody i osiągnięcia
W dniu 13 marca 2011 obcięła dwoje uszu bykowi Plaza México. Jest jedyną kobietą, która to zrobiła, także pierwszą, która przez 20 lat pracowała jako torreadorka.

## Nagrody
- nagroda dla najlepszego torreadora z płachtą zwaną capote Feria de Málaga 2005[6]
- nagroda za najlepszy występ w sezonie Grande de México w 2011[6]
- nagroda San Sebastián de Oro za wygranie la Feria de San n Cristóbal w Wenezueli w 2017[7]